# 天野産業
株式会社天野産業（あまのさんぎょう）は千葉県山武市に本拠を置く、銅線、非鉄金属、電気機器などの買取・再商品化を行う企業。現在、営業拠点を東京、北海道、東北、中部、関西、中国地方、九州に広げている。

## 概要
1979年に創業。2002年に現在の会社に組織化。企業の不要になった物品に価値を見出し、業務負担をやわらげコンプライアンスをともに守るというコンセプトの元、主に企業（工場、電気工事現場）から出る不要となった銅線、非鉄金属、電気機器、木製空ドラム、その他産業廃棄物の買取・再生加工を行い、リサイクル資源としてメーカーに供給。回収・運搬から加工、出荷までを一貫体制で行う。2010年に天野貴三が就任後、業績を伸ばす。貴三は銅線リサイクル業界に大きな可能性を感じ、事業規模の大きな企業に対しては支店ではなく本社へ営業を行うなどの新たな手法で千葉県内だけだった営業エリアを関東一円に広げたほか、ISO9001、ISO14001を取得させるなどし会社を成長させ2011年には代表取締役社長に就任した。
2011年の東日本大震災発生時に事業の安定化が最重要課題と位置づけ、会社所有のトラックを動員して救援物資運搬のボランティアを始める。それが縁となり、宮城県に東北支社を創設。雇用の創出も復興支援と考え、積極的に地元での人材採用を実行した。リサイクル業界では長年無理と考えられてきた女性の雇用・登用にも注力、2017年には同社初の女性営業職を採用。同社でも以前は女性比率が10％に満たない時代が長く続いたがこれを現在30－40％まで引き上げている。回収した資材の加工工程では細やかな手作業が必要であるため、女性の方が男性よりも速いペースで作業が進むとの考えに基づき、本社、東北支社、中部支社の工場での女性比率を高めている。
また、天野貴三は、コンプライアンス意識が低く、就業規則もないことが多かった業界に、「顧客サービス」「安定的高品質」といった概念と就業規則の整備や前述の女性雇用の推進を持ち込み、定期的な社員の採用を可能とした。就任以降、組織作りと並行しコンプライアンスを策定。業務システムの導入、作業の効率化や生産性の向上を図るための社内コミュニケーションを促進する制度の導入を始め、サービス業としてのホスピタリティの社員への浸透をはかるとともに競争社会で生き残れる体制を整備。業績を回復させ、千葉県内のシェアを90%まで伸ばしたほか、地域外の業者が参入しにくい業界にあって、同業他社との共存共栄をはかりながら関東、北海道、中部、関西、中国地方へ取引先を拡充。電子証明書の発行など業務のデジタル化を推進。買取手法では、安易に高値買取に走らず、一山単位の買取ではなく重量での価格の買取を要望する顧客の意見を取り入れるなどの柔軟な対応を行ったほか、接客マナーなどを重視した経営方針をとるなどリサイクル業界で新しいビジネスモデルを構築した。

### ISO・CSR
2000年代からは、業界のコンプライアンスに対する意識や環境への配慮の強まりなどの要因で、それまでは不用品を「積んで運ぶ」ことに主眼が置かれていたリサイクル業界の通念を覆し、同社ではリサイクル業をサービス業として位置付け、顧客対応並びにサービス業としての付加価値を追求する方向に舵を切り、本社でのISO9001やISO14001の取得をはじめ、交通安全のための通学路へのガードレールの設置活動や子供たちの仕事体験を行うなど、CSRにも注力している。
東日本大震災義援金をはじめ、被災者救援や被災地復興等の寄付により日本赤十字社や厚生労働大臣から表彰を受けているほか、地域の清掃活動、災害や緊急事態を想定した避難訓練、AED普及活動と講習、令和元年度台風20号災害復旧ボランティアを行っている。
2021年9月、行事などの際に使用するテントが各校で慢性的に不足している事情を社として捉え、山武市内の全16小中学校にテントを1張ずつ寄贈。
2022年1月31日、引受手数料の一部で物品を購入し、学校等に寄贈する地方創生私募債を発行。

### 受賞歴
- 2014年 - 日本赤十字社金色有功章
- 2015年 - 日本赤十字社金色有功章、厚生労働大臣賞

## 沿革
- 1979年 - 天野産業として創業。先代が個人商店として銅線買取業を始める[9]。
- 2002年 - 有限会社天野産業設立（資本金300万）。天野貴三が入社[9]。
- 2007年 - 株式会社天野産業に商号変更。
- 2009年 - 資本金1,000万円に増資。本社にて新工場建設。
- 2010年 - ISO9001（品質）認証取得、ISO14001（環境）認証取得。
- 2011年 - 天野貴三が代表取締役社長に就任[9]。
- 2012年 - 東北支社設立。
- 2014年 - 資本金1億円に増資。日本赤十字社金色有功章を受章。
- 2015年 - 日本赤十字社金色有功章受章、厚生労働大臣賞受賞。
- 2016年 - 中部支社設立。
- 2017年 - 東京営業本部設立。
- 2018年 - 北海道支社設立。
- 2019年 - 関西支社設立。
- 2020年 - 事業継続力強化計画・経済産業省より認定[3]。
- 2021年
  - 2月、「環境に配慮する経営を行う」または「環境良化・改善を目的とする設備投資を行う」法人を対象とする環境配慮型社債である「みずほESG私募債（エコ口）」を発行[18][19]。
  - 2月24日、無担保社債「京葉銀行SDGｓ寄付型私募債」発行[20]。
  - 3月3日、札幌営業本部設立[21]。
  - 4月2日、九州支社設立。
  - 9月2日、西関東支店設立。
- 2022年
  - 2月、北関東支店、大阪営業本部 開設[22][23]。
  - 7月、天野宏が代表取締役社長に就任。

## 主要取引先
- 大林組
- きんでん
- 清水建設
- 住友電設
- 住友不動産
- 大成建設
- ダイダン
- 中電工
- 日立製作所
- 明電舎
- ユアテック
- 旭日電気工業
- 大崎電設
- 荏原製作所
- 関電工
- 九電工
- きんでん
- 弘電社
- 昭永電設
- 大平電業
- 中央電気工事
- トーエネック
- 日本電設工業
- 北陸電気工事
- 四電工
- 日本コムシス
- エクシオグループ
- 雄電社

## 所在地

### 本社
千葉県山武市板中新田192-8

### 東京営業本部
東京都中央区日本橋箱崎町10-2　ACN日本橋ビル1F

### 札幌営業本部
北海道札幌市中央区南6条西12丁目1286-9

### 大阪営業本部
大阪府大阪市淀川区西中島1-14-17-602

### 西関東支店
神奈川県綾瀬市大上6-15-23

### 北関東支店
埼玉県さいたま市桜区道場2-21-34

### 北海道支社
北海道苫小牧市新明町5-2-12

### 東北支社
宮城県角田市枝野字青木30

### 中部支社
愛知県愛西市本部田町鴨田93-1

### 関西支社
兵庫県西脇市黒田庄町田高388-1

### 九州支社
福岡県うきは市吉井町富永1683-1